# Universidad de Potsdam
La Universidad de Potsdam (en alemán: Universität Potsdam, abrev. UP) es la más grande de las tres universidades del estado de Brandeburgo (Alemania). 
La universidad de Potsdam está situada a través de cuatro campus en las afueras de Potsdam, incluyendo el palacio nuevo de Sanssouci y el parque Babelsberg.

## Campus
- Palacio nuevo, Sanssouci: Facultades de filosofía, institutos de las matemáticas y deporte
- Golm: Facultades de humanidades, matemáticas y ciencia
- Potsdam-Babelsberg-Griebnitzsee: Facultades de derecho, economía y estudios sociales, institutos de la informática, el instituto Hasso Plattner de ingeniería de sistemas de software